# 布兰查德陨石坑
布兰查德陨石坑（Blanchard）是位于月球背面一座小撞击坑，其名称取自法国发明家、航空先驱让-皮埃尔·布朗夏尔（1858年-1944年），1991年被国际天文学联合会批准接受。

## 描述
该陨坑位于形成于酒海纪期，直径630公里的孟德尔-里德伯盆地内，西北毗邻德罗伊陨石坑、东北偏北靠近阿伦尼乌斯陨石坑，皮拉特尔环形山和沙佩环形山分别位于它的东南和东南偏南，而往南更远是坐落在崎岖月表上的巨大环壁平原—豪森环形山。该陨坑中心月面坐标为58°15′S 93°30′W / 58.25°S 93.5°W，直径37.46公里，深度约2.15公里。
布兰查德陨石坑外观轮廓大体呈卵状，西南-东北向偏长，坑壁已磨损、钝化。沿西北壁有一处因卫星坑布兰查德 P撞击产生的裂槽，这二座撞击坑几乎合并为一体，并共有部分坑底。其余部分坑壁，尤其是南侧段也分布有数处撞击裂口。该陨坑坑壁最大高出周边地形1000米，内部容积约1026.88立方千米。坑底表面崎岖不平，但内部没有中央峰及其它醒目的地貌结构。
该陨坑在1991年被重命名前，曾被称为卫星坑阿伦尼乌斯 P（所谓的卫星坑标记法：以所靠近的主坑名+字母来命名）。

## 另请参阅
- Andersson, L. E.; Whitaker, E. A. . NASA RP-1097. 1982.
- Blue, Jennifer. . USGS. July 25, 2007  [2007-08-05]. （原始内容存档于2018-12-25）.
- Bussey, B.; Spudis, P. . New York: Cambridge University Press. 2004. ISBN 978-0-521-81528-4.
- Cocks, Elijah E.; Cocks, Josiah C. . Tudor Publishers. 1995. ISBN 978-0-936389-27-1.
- McDowell, Jonathan. . Jonathan's Space Report. July 15, 2007  [2007-10-24]. （原始内容存档于2018-12-25）.
- Menzel, D. H.; Minnaert, M.; Levin, B.; Dollfus, A.; Bell, B. . Space Science Reviews. 1971, 12 (2): 136–186. Bibcode:1971SSRv...12..136M. doi:10.1007/BF00171763.
- Moore, Patrick. . Sterling Publishing Co. 2001. ISBN 978-0-304-35469-6.
- Price, Fred W. . Cambridge University Press. 1988. ISBN 978-0-521-33500-3.
- Rükl, Antonín. . Kalmbach Books. 1990. ISBN 978-0-913135-17-4.
- Webb, Rev. T. W.  6th revised. Dover. 1962. ISBN 978-0-486-20917-3.
- Whitaker, Ewen A. . Cambridge University Press. 1999. ISBN 978-0-521-62248-6.
- Wlasuk, Peter T. . Springer. 2000. ISBN 978-1-85233-193-1.